# Барон Вествуд
Барон Вествуд (англ. Baron Westwood) из Госфорта в графстве Нортумберленд — наследственный титул в системе Пэрства Соединённого королевства. Он был создан 29 января 1944 года для члена профсоюза Уильяма Вествуда (1880—1953), который был генеральным секретарем Ассоциации корабельных конструкторов и корабелов (ныне часть GMB) с 1929 по 1945 год. 
По состоянию на 2024 год носителем титула являлся его правнук, Уильям Фергус Вествуд, 4-й барон Вествуд (род. 1972), который стал преемником своего отца в 2019 году.

## Бароны Вествуд (1944)
- 1944—1953: Уильям Вествуд, 1-й барон Вествуд (28 августа 1880 — 13 сентября 1953), сын Уильяма Вествуда из Данди (Шотландия)[1];
- 1953—1991: Уильям Вествуд, 2-й барон Вествуд (25 декабря 1907 — 8 ноября 1991), старший сын предыдущего[2];
- 1991—2019: Уильям Гэвин Вествуд, 3-й барон Вествуд (30 января 1944 — 28 июля 2019), младший сын предыдущего[3];
- 2019 — настоящее время: Уильям Фергус Вествуд, 4-й барон Вествуд (род. 24 ноября 1972), старший сын предыдущего[4];
  - Наследник титула: достопочтенный Алистер Кэмерон Вествуд (род. 28 июня 1974)[5].